# Nymphon grossipes
Nymphon grossipes är en havsspindelart som först beskrevs av Fabricius, O. 1780.  Nymphon grossipes ingår i släktet Nymphon och familjen Nymphonidae. Det är osäkert om arten förekommer i Sverige. Inga underarter finns listade i Catalogue of Life.